# Ya no estoy aquí
Ya no estoy aquí es una película mexicana dramática de 2019. Dirigida y escrita por Fernando Frías de la Parra fue estrenada en streaming en Netflix en 2020. Está protagonizada por Juan Daniel García Treviño (Derek), Xueming Angelina Chen, Brandon Yahir Alday Vázquez, entre otros actores. Ambientada durante la llamada guerra contra el narcotráfico en México a finales de la década del 2000, narra la historia de Ulises, un chico de 17 años de Monterrey amante de la cumbia rebajada e integrante de la clica (pandilla) Los Terkos, parte de la cultura urbana Kolombia.

## Argumento
Ulises es un chico de 17 años habitante de un barrio pobre de Monterrey, Nuevo León. Junto a sus amigos Chaparra, Negra, Pekesillo y Sudadera, es fanático de la cumbia rebajada, expresión artística unificadora de la cultura urbana Kolombia y forman la clica «Los Terkos», asistiendo a bailes populares con los atuendos identificables de dicha cultura. En Monterrey se vive la violencia desatada por la guerra contra el narcotráfico y en los barrios populares de la capital neoleonesa existen enfrentamientos entre distintas bandas criminales. Uno de ellos, llamado «Los F», comete un ataque letal contra «Los Pelones», una banda rival de cholos del barrio donde viven Los Terkos. Por error, Ulises está presente en el crimen y uno de los integrantes de Los pelones lo identifica y amenaza de muerte a él y a su familia. Como ocurrió en la realidad mexicana, Ulises tiene que salir huyendo de su barrio y cruza ilegalmente a los Estados Unidos llegando a Jackson Heights en Queens, Nueva York.
A su llegada a Queens, Ulises vive con un grupo de jornaleros con los que pronto entra en conflicto debido a su falta de experiencia con el trabajo manual, su nulo conocimiento del inglés y sus gustos musicales. Esto conduce a una pelea con uno de sus compañeros de habitación cuando apagan la música durante una fiesta. Después de la pelea, se va y acepta un trabajo limpiando la azotea de una tienda propiedad del Sr. Loh, un hombre chino. Su sobrina nieta, Lin, siente curiosidad por Ulises y se hace amiga de él, queriendo aprender más sobre su forma de vida pasada. Ella le compra un diccionario para ayudarlo a aprender inglés y le permite a Ulises vivir en un cobertizo destartalado en el techo.
Ulises intenta sustentarse bailando cumbia rebajada en una estación de metro y en las calles, pero la policía y las personas sin hogar lo asustan cada vez que lo intentan. Asiste a una fiesta con Lin, pero se va solo después de emborracharse con cerveza y sentir nostalgia por su años en México. Decide hacer una llamada a su familia, pero su madre rechaza la idea de volver, ya que Los F lo matarían en cuanto lo vean. Vuelve a un bar latino al que había ido con sus antiguos compañeros de habitación para pedirle consejo a una trabajadora sexual colombiana con la que conectó brevemente mientras estaba allí. Después de pasar la noche en su sala de estar, ella le dice que no puede volver a verlo, ni en el bar ni en su apartamento. Ulises deambula por las calles y compra una botella de disolvente de pintura, el cual inhala antes de cortarse el pelo mientras está ebrio.
Posteriormente, Ulises es atrapado durmiendo en las calles por la policía y es deportado a su país tras pasar meses en prisión. Viaja de regreso a su barrio pobre de Monterrey para descubrir que Los F han tomado el control de población, y la mayoría de Los Terkos se han unido a la organización. Después de asistir al funeral de uno de sus antiguos secuases de Los Terkos, Ulises visita a Jeremy, y descubre que éste se ha convertido al cristianismo y pasa sus días predicando, en forma de rap, a otros adolescentes del barrio. A pesar de una oferta de quedarse con Jeremy, Ulises decide vivir solo en las calles lejos de su familia. Baila una última vez con la música de su dispositivo MP3 antes de que se agote la batería. A lo lejos, ve a un gran grupo de residentes del vecindario corriendo hacia los barrios pobres para esconderse de la policía después de bloquear deliberadamente una avenida principal como distracción, lo que permite a los miembros de Los F huir y evitar ser arrestados.

## Reparto
- Juan Daniel García Treviño como Ulises Sampiero
- Jonathan Espinoza como Jeremy
- Angelina Chen como Lin
- Coral Puente como Chaparra
- Adriana Arbeláez como Gladys
- Leonardo Garxa como Pekesillo
- Yahir Alday como Sudadera

## Recepción
Este filme ocupa el lugar 84 dentro de la lista de las 100 mejores películas mexicanas, según la opinión de 27 críticos y especialistas del cine en México, publicada por el portal Sector Cine en junio de 2020.
El 21 de octubre de 2020, la Academia Mexicana de Artes y Ciencias Cinematográficas la seleccionó para representar a México en la categoría de Mejor película iberoamericana de los Premios Goya 2021. Del mismo modo, el 16 de noviembre, se informó que también representaría a México en la categoría de Mejor película internacional de los Premios Óscar 2021.

## Premios y nominaciones
| Premio                                     | Categoría                     | Nominados                                                                        | Resultado |
| ------------------------------------------ | ----------------------------- | -------------------------------------------------------------------------------- | --------- |
| Festival Internacional de Cine de Morelia  | Mejor largometraje mexicano   | Ya no estoy aquí                                                                 | Ganador   |
| Festival Internacional de Cine de El Cairo | Pirámide de Oro               | Ya no estoy aquí                                                                 | Ganador   |
| Festival Internacional de Cine de El Cairo | Mejor actor                   | Juan Daniel García Treviño                                                       | Ganador   |
| Premios Ariel                              | Mejor película                | Fernando Frías de la Parra                                                       | Ganador   |
| Premios Ariel                              | Mejor dirección               | Fernando Frías de la Parra                                                       | Ganador   |
| Premios Ariel                              | Mejor revelación actoral      | Juan Daniel García Treviño                                                       | Ganador   |
| Premios Ariel                              | Mejor revelación actoral      | Coral Puente                                                                     | Nominado  |
| Premios Ariel                              | Mejor guion original          | Fernando Frías de la Parra                                                       | Ganador   |
| Premios Ariel                              | Mejor fotografía              | Serguei Saldivar Tanaka                                                          | Ganador   |
| Premios Ariel                              | Mejor edición                 | Yibrán Asuad y Fernando Frías de la Parra                                        | Ganadores |
| Premios Ariel                              | Mejor sonido                  | Javier Umpiérrez, Yuri Laguna, Olaitan Agueh, Michelle Couttolenc y Jaime Baksht | Ganadores |
| Premios Ariel                              | Mejor vestuario               | Magdalena de la Riva y Gabriela Fernández                                        | Ganadoras |
| Premios Ariel                              | Mejor maquillaje              | María Elena López y Itzel Peña García                                            | Ganadoras |
| Premios Ariel                              | Mejor diseño de arte          | Taísa Malouf                                                                     | Ganadores |
| Premios Ariel                              | Mejores efectos especiales    | José Martínez                                                                    | Nominado  |
| Premios Ariel                              | Mejores efectos visuales      | Sasha Korellis y Catherine Tate                                                  | Nominadas |
| Premios Goya                               | Mejor película iberoamericana | Ya no estoy aquí                                                                 | Nominada  |
| Premios Cóndor de Plata                    | Mejor película iberoamericana | Ya no estoy aquí                                                                 | Nominada  |